# Barry Humphries

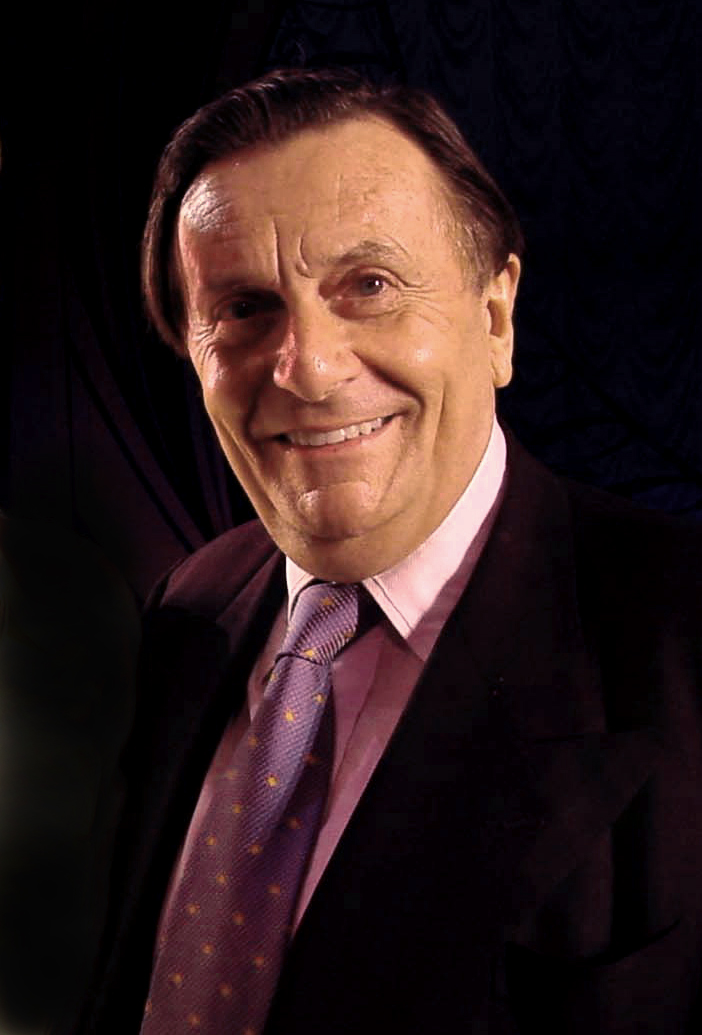
Barry Humphries (2001)

John Barry Humphries, AO, CBE (* 17. Februar 1934 in Melbourne; † 22. April 2023 in Sydney) war ein australischer Komiker und Schauspieler sowie Satiriker und Autor. Insbesondere im englischsprachigen Raum erreichte er mit seiner Verkörperung verschiedener Kunstfiguren eine hohe Popularität; am bekanntesten wurde er mit der Travestierolle als Dame Edna Everage.

## Leben
Humphries wuchs in den Vorstädten von Melbourne auf und begann ein Studium an der Melbourne University, ehe er eine professionelle Schauspielkarriere einschlug.
Aus seiner zweiten Ehe mit Rosalind Tong stammen zwei Töchter und aus seiner dritten Ehe mit Diane Millstead zwei Söhne. Seine vierte Ehefrau Lizzie Spender ist die Tochter des britischen Schriftstellers Stephen Spender.
Barry Humphries starb am 22. April 2023 im Alter von 89 Jahren im St Vincent’s Hospital in Sydney infolge von Komplikationen nach einer Hüftgelenkoperation.

## Wirken

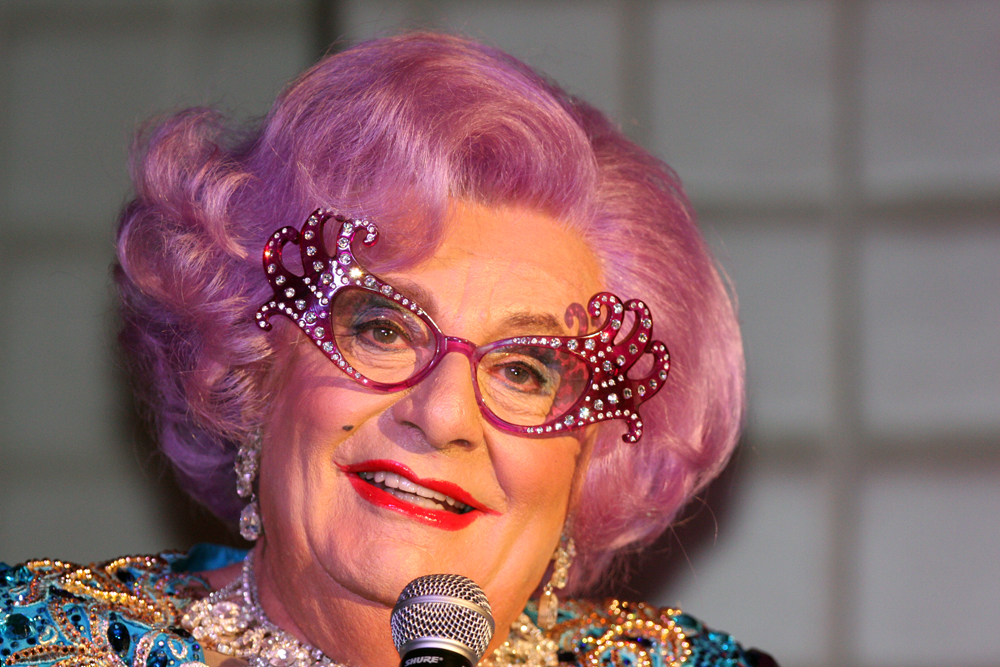
Humphries in seiner bekanntesten Rolle als Dame Edna (2012)

In den 1950er-Jahren war Humphries Teil einer reisenden Theatergruppe, die durch viele australische Kleinstädte tourte und unter anderem Shakespeare-Stücke aufführte. Hier gab es häufig eine selbsternannte Kulturförderin, oft die Frau des Bürgermeisters, die die Theatergruppe begrüßte und umsorgte. Als Parodie darauf entwickelte er seine bekannteste Figur Dame Edna Everage, zunächst als eine Karikatur der australischen Hausfrau angelegt, dann später weiterentwickelt als vorgeblicher Weltstar mit Verbindungen zum britischen Königshaus und diversen internationalen Stars. Am 13. Dezember 1955 trat Humphries erstmals in einer Weihnachtsrevue in dieser Rolle auf, allerdings ohne zunächst damit bekannt zu werden.
Humphries zog Ende der 1950er-Jahre von Australien nach London, um in England Karriere machen zu können, allerdings blieben gute Schauspielrollen zunächst rar. In den 1960er-Jahren hatte er kleine Theaterrollen in England (etwa als Bestatter in der Originalproduktion des Musicals Oliver!) und tourte mehrfach mit Erfolg als Edna Everage durch Australien. Erste Versuche, die Figur beim englischen Publikum zu etablieren, schlugen fehl; parallel hatte er bis zu einer Entziehungskur 1970 mit Alkoholismus Probleme. 1976 hatte er seinen internationalen Durchbruch, als eine Londoner Show am Londoner West End mit ihm als Dame Edna binnen vier Monaten von fast einer halben Million Menschen gesehen wurde.
Humphries Figuren haben ihm internationales Renommee gebracht, und er trat in zahlreichen Filmen, Bühnenproduktionen, Ein-Mann-Shows und Fernsehshows auf. Seine zweitbekannteste Figur nach Dame Edna wurde der oberflächliche, ungehobelte und ständig betrunkene Sir Les Petterson, der häufig in politischen oder diplomatischen Funktionen arbeitet (beispielsweise als von Australien in das Vereinigte Königreich abgesandter Kulturattaché). Daneben entwickelte er weitere Figuren, beispielsweise den langwierige Geschichten erzählenden Durchschnittsaustralier Sandy Stone.
Humphries war auch Filmproduzent, Landschaftsmaler sowie vor allem auch Skriptschreiber und preisgekrönter Schriftsteller. Er ist der Autor vieler Bücher, unter anderem von zwei Autobiographien und zwei Romanen. Seine Comicstreifen über die Figur Barry McKenzie, eine Parodie eines Australiers in London, erschienen im Magazin Private Eye mit Zeichnungen von Nicholas Garland. Er schrieb auch verschiedene Stücke und hat Dutzende von Aufnahmen gemacht. Seine erste Autobiographie More Please wurde 1993 mit dem J.-R.-Ackerley-Preis für Biographien ausgezeichnet.
Gelegentlich wirkte Humphries auch in anderen Rollen als seinen Kunstfiguren an Film- und Fernsehproduktionen mit. In der Filmbiografie Ludwig van B. – Meine unsterbliche Geliebte spielte er 1994 den österreichischen Staatskanzler Metternich. 2003 war er in der englischsprachigen Originalfassung des Pixar-Films Findet Nemo die Stimme von Bruce, dem Haifisch. In dem Film Mary & Max – oder: Schrumpfen Schafe, wenn es regnet?, einem australischen Knetanimationsfilm aus dem Jahr 2009 von Adam Elliot, sprach er den Erzähler. 2012 erschien der erste Teil von Peter Jacksons Verfilmung von J. R. R. Tolkiens Buch Der Hobbit; darin übernahm Humphries die Rolle des Großen Goblins.

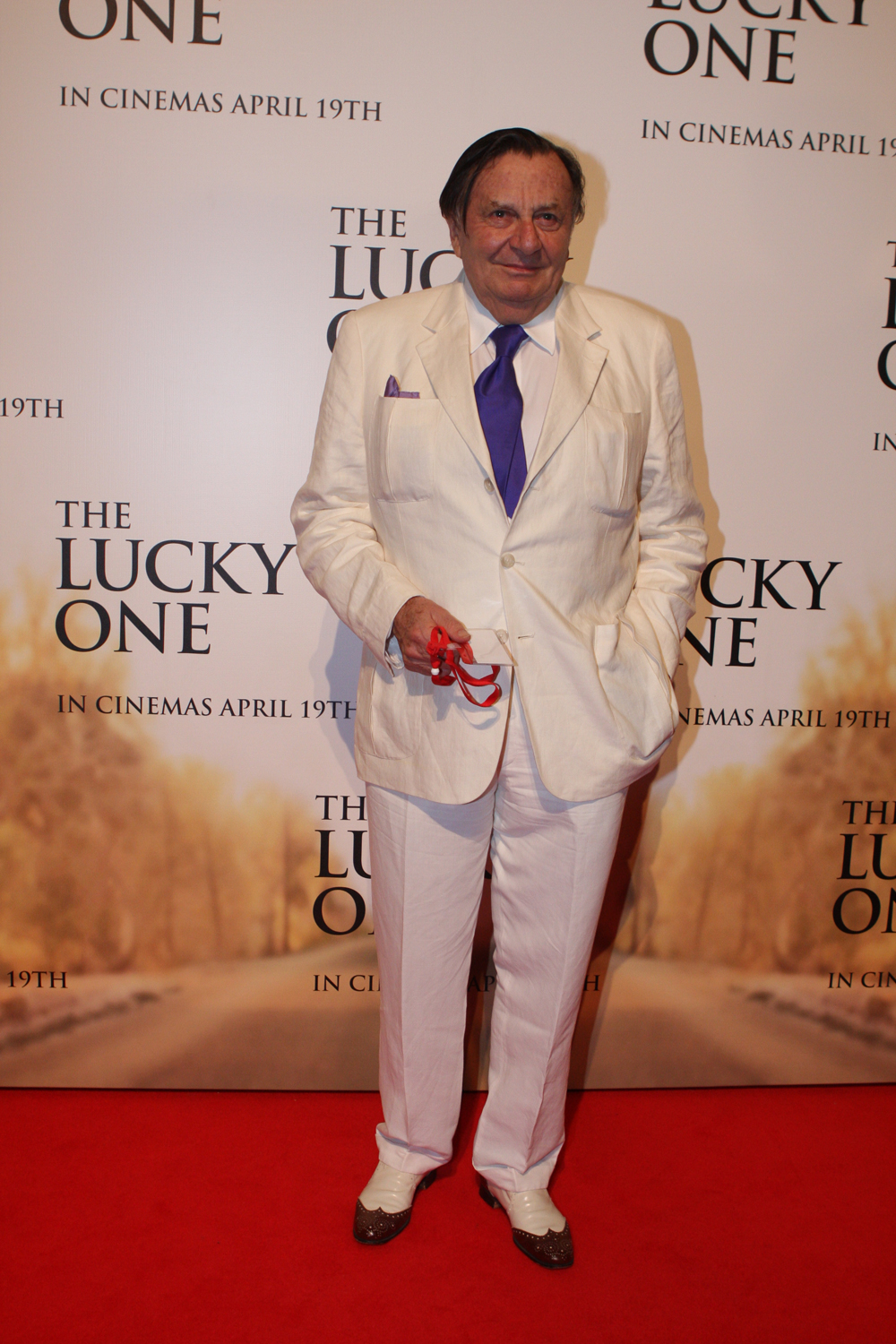
Barry Humphries (2012)

## Bibliografie (Auswahl)
- Bizarre. Compilation. London: Elek Books, 1965.
- Barry Humphries' Book of Innocent Austral Verse. Anthologie. Melbourne: Sun Books, 1968.
- Bazza Pulls It Off!: More Adventures of Barry McKenzie. Melbourne: Sun Books, 1971.
- The Wonderful World of Barry MacKenzie. Mit Nicholas Garland; ein Komikstrip. London: Private Eye/Andre Deutsch, 1971.
- Barry McKenzie Holds His Own. Photoplay mit Bruce Beresford. Melbourne: Sun Books, 1974.
- Dame Edna’s Coffee Table Book: A guide to gracious living and the finer things of life by one of the first ladies of world theatre. Kompendium. Sydney: Sphere Books, 1976.
- Les Patterson’s Australia. Melbourne: Sun Books, 1978.
- Bazza Comes Into His Own: The Final Fescennine Farago of Barry McKenzie, Australia’s first working-class hero – with learned and scholarly appendices and a new enlarged glossary. Mit Nicholas Garland. Melbourne, Sun Books, 1979.
- The Sound of Edna: Dame Edna’s Family Songbook. With Nick Rowley. London: Chappell, 1979.
- A Treasury of Australian Kitsch. Melbourne: Macmillan, 1980.
- A Nice Night’s Entertainment: Sketches and Monologues 1956–1981. Eine Retrospektive. Sydney: Currency Press, 1981.
- Dame Edna’s Bedside Companion. Kompendium. London: Weidenfeld und Nicolson, 1982.
- Punch Down Under. London: Robson Books, 1984.
- The Complete Barry McKenzie. Sydney: Allen & Unwin, 1988.
- Shades of Sandy Stone. Edinburgh, Tragara Press, 1989. Limited Edition.
- My Gorgeous Life. Als Edna Everage. London: Macmillan, 1989.
- More Please. Autobiographie. London, New York, Ringwood, Toronto, und Auckland: Viking, 1992.
- The Life and Death of Sandy Stone. Sydney: Macmillan, 1990.
- Neglected Poems and Other Creatures. Sydney: Angus & Robertson, 1991.
- Women in the Background. Roman. Port Melbourne: William Heinemann Australia, 1995.
- Barry Humphries' Flashbacks: The book of the acclaimed TV series. Sydney und London: HarperCollins, 1999.
- My Life As Me. Autobiographie. London: Michael Joseph, 2002.

## Filmografie (Auswahl)
- 1958: Wild Life and Christmas Belles (Fernsehfilm)
- 1966–67: The Late Show (Fernsehserie, 23 Folgen)
- 1967: Mephisto ’68 (Bedazzled)
- 1968: Hausfreunde sind auch Menschen (The Bliss of Mrs. Blossom)
- 1970: Barry Humphries' Scandals (Fernsehserie, 6 Folgen)
- 1972: The Adventures of Barry McKenzie
- 1974: Percy – Der Potenzprotz (Percy’s Progress)
- 1974: Barry McKenzie Holds His Own
- 1975: The Great MacArthy
- 1975: Side by Side
- 1976–77: The Barry Humphries Show (Fernsehserie)
- 1977: Lauras Mädchenjahre (The Getting of Wisdom)
- 1977: Saturday Night Live (Fernsehserie, Folge 3x02)
- 1981: Shock Treatment
- 1987: Les Patterson rettet die Welt (Les Patterson Saves the World)
- 1987: Wolfmen (Howling III)
- 1987–89: Dame Edna Megastar (Fernsehserie)
- 1990: Eine Nacht am Mount Edna (A Night on Mount Edna, Fernsehspecial)
- 1991: Hitler zu verkaufen (Selling Hitler, Miniserie, 2 Folgen)
- 1991: A Late Lunch with Les (Fernsehfilm)
- 1991: The Life and Death of Sandy Stone (Fernsehserie)
- 1991–93: Dame Edna’s Hollywood (Fernsehserie)
- 1992–93: Dame Edna’s Neighbourhood Watch (Fernsehserie)
- 1994: Ludwig van B. – Meine unsterbliche Geliebte (Immortal Beloved)
- 1995: Napoleon – Abenteuer auf vier Pfoten (Napoleon, Sprechrolle)
- 1996: Hilfe, meine Frau ist ein Saurier! (Pterodactyl Woman from Beverly Hills)
- 1996: Die Stunde des Verführers (The Leading Man)
- 1996: RTL Samstag Nacht (Fernsehserie, Folge 4x01)
- 1997: Spiceworld – Der Film (Spice World)
- 2001–02: Ally McBeal (Fernsehserie, 12 Folgen)
- 2002: Nicholas Nickleby
- 2002: The Jubilee Girl (Fernsehfilm)
- 2003: Findet Nemo (Finding Nemo, Sprechrolle)
- 2007: The Dame Edna Treatment (Fernsehserie)
- 2009: Mary & Max – oder: Schrumpfen Schafe, wenn es regnet? (Mary and Max, Sprechrolle)
- 2012: Kath & Kimderella
- 2012: Der Hobbit: Eine unerwartete Reise (The Hobbit: An Unexpected Journey)
- 2013: Justin – Völlig verrittert! (Justin y la espada del valor, Sprechrolle)
- 2015: Blinky Bill – Das Meer des weißen Drachen (Blinky Bill the Movie, Sprechrolle)
- 2016: Absolutely Fabulous: Der Film (Ab Fab: The Movie)

## Dokumentation
- 1999: Heroes of Comedy – Barry Humphries (78-minütige Dokumentation von Tom Atkinson für Channel 4)

## Auszeichnungen
- 1975: Douglas Wilkie Medal
- 1975: AACTA Award für den besten Nebendarsteller
- 1979: Laurence Olivier Award – Beste Darstellung in einer Komödie
- 1981: Nominierung BAFTA TV Award (Best Light Entertainment Performance)
- 1982: Order of Australia
- 1988: Nominierung BAFTA TV Award (Best Light Entertainment Performance)
- 1993: J. R. Ackerley Prize für seine Autobiographie More, Please
- 1994: Ehrendoktor von der Griffith University
- 1997: Sir Peter Ustinov Award for Comedy erhalten auf dem Banff Television Festival
- 1999: British Comedy Awards (Lifetime Achievement Award)
- 2000: Drama Desk Award – Outstanding Solo Performance
- 2000: Officer of the Order of Australia[6]
- 2000: Special Tony Award für ein live theatrical Event auf den 55. Annual Tony Awards für Dame Edna: The Royal Tour[7]
- 2000: Special Achievement Award von dem Outer Critics Circle für The Royal Tour
- 2000: Best Play von den National Broadway Theatre Awards für The Royal Tour
- 2003: Ehrendoktor in Rechtswissenschaften an der Universität Melbourne
- 2004: ASTRA Awards – Bester männlicher Hauptdarsteller
- 2007: Commander of the Order of the British Empire (CBE)
- 2016: Das von der australischen Malerin Louise Hearman geschaffene Porträt Humphries’ gewann 2016 den Archibald Prize[8]